# Seoce (Újkapela)
Seoce falu Horvátországban, Bród-Szávamente megyében. Közigazgatásilag Újkapelához tartozik.

## Fekvése
Bródtól légvonalban 28, közúton 33 km-re nyugatra, Pozsegától   légvonalban 17, közúton 23 km-re délre, községközpontjától 2 km-re délre, Nyugat-Szlavóniában, a Szávamenti-síkságon, az A3-as (Bregana-Lipovac) autópálya és a Száva között fekszik.

## Története
A település középkori létezésének nincs nyoma. 1698-ban a kamarai összeírásban sem szerepel a török uralom alól felszabadított szlavóniai települések között. Ezek alapján valószínűleg a 18. század elején telepítették be a közeli határ őrzésére katolikus horvátokkal. 1730-ban 16 háza és egy Szent Pál kápolnája volt. 1746-ban a faluban 35 ház és a kápolna körül temető volt, ahová a szomszédos Batrina lakói is temetkeztek. 1758-ban már egy fából épített Szent Rókus kápolnát is említenek itt. 1760-ban 33 házat, 68 családot és 402 lakost számláltak. 1769-ben 33 háza, 76 családja és 445 lakosa volt.
Az első katonai felmérés térképén „Seocze” néven található. A gradiskai ezredhez tartozott. Lipszky János 1808-ban Budán kiadott repertóriumában „Szeocze” néven szerepel. Nagy Lajos 1829-ben kiadott művében „Szeocze” néven 80 házzal, 426 katolikus vallású lakossal találjuk. A katonai közigazgatás megszüntetése után 1871-ben Pozsega vármegyéhez csatolták. A 20. század elején a horvát Hegyvidékről, Likából és Zagorjéről újabb horvát családok települtek be.
A településnek 1857-ben 441, 1910-ben 501 lakosa volt. Az 1910-es népszámlálás szerint lakosságának 99%-a horvát anyanyelvű volt. Pozsega vármegye Újgradiskai járásának része volt. Az első világháború után 1918-ban az új szerb-horvát-szlovén állam, majd később (1929-ben) Jugoszlávia része lett. A település 1991-től a független Horvátországhoz tartozik. 1991-ben lakosságának 98%-a horvát nemzetiségű volt. 2011-ben 284 lakosa volt.

## Lakossága
| Lakosság változása | Lakosság változása | Lakosság változása | Lakosság változása | Lakosság változása | Lakosság változása | Lakosság változása | Lakosság változása | Lakosság változása | Lakosság változása | Lakosság változása | Lakosság változása | Lakosság változása | Lakosság változása | Lakosság változása | Lakosság változása |
| ------------------ | ------------------ | ------------------ | ------------------ | ------------------ | ------------------ | ------------------ | ------------------ | ------------------ | ------------------ | ------------------ | ------------------ | ------------------ | ------------------ | ------------------ | ------------------ |
| 1857               | 1869               | 1880               | 1890               | 1900               | 1910               | 1921               | 1931               | 1948               | 1953               | 1961               | 1971               | 1981               | 1991               | 2001               | 2011               |
| 441                | 424                | 368                | 397                | 440                | 501                | 482                | 533                | 621                | 633                | 670                | 531                | 478                | 426                | 375                | 284                |

## Nevezetességei
Szent Rókus tiszteletére szentelt római katolikus temploma 1916-ban épült.